# Folorunsho Alakija

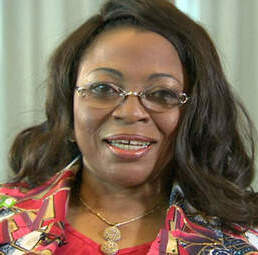
Folorunso Alakija

Folorunsho Alakija (geboren am 15. Juli 1951) ist eine nigerianische Milliardärin, Geschäftsfrau und Philanthropin. Sie ist in der Mode-, Öl-, Immobilien- und Druckindustrie tätig. Sie ist geschäftsführende Direktorin der Rose of Sharon Group, zu der die Unternehmen The Rose of Sharon Prints & Promotions Limited und Digital Reality Prints Limited gehören, sowie stellvertretende Vorsitzende von Famfa Oil Limited.
Alakija hält außerdem eine Mehrheitsbeteiligung an der DaySpring Property Development Company. Folorunsho Alakija wird von Forbes als die reichste Frau Nigerias mit einem geschätzten Nettovermögen von 1 Milliarde Dollar im Jahr 2020 eingestuft. Im Jahr 2015 wurde Alakija von Forbes als zweitmächtigste Frau in Afrika nach Ngozi Okonjo-Iweala und als 87. mächtigste Frau der Welt gelistet.

## Frühes Leben und Ausbildung
Alakija wurde am 15. Juli 1951 in einer Familie der oberen Mittelschicht geboren; ihr Vater war Chief L. A. Ogbara aus Ikorodu, Lagos State. Ihr Vater hatte 52 Kinder. Er war mit acht Frauen verheiratet, von denen Folorunsos Mutter die erste war. Alakija besuchte von 1955 bis 1958 den Kindergarten Our Ladies of Apostles in Lagos. Im Alter von sieben Jahren reiste Alakija ins Vereinigte Königreich, um ihre Grundschulausbildung an der Dinorben School for Girls in Hafodunos Hall in Llangernyw, Wales, von 1959 bis 1963 fortzusetzen. Nach Abschluss ihrer Grundschulausbildung besuchte Alakija die Muslim High School in Sagamu, Ogun State, Nigeria. Anschließend kehrte sie nach England zurück, um am Pitman's Central College in London ein Sekretariatsstudium zu absolvieren.

## Anerkennung
Im Jahr 2014 wurde Alakija von Forbes als 96. mächtigste Frau der Welt gelistet. Im Mai 2015 wurden zwei nigerianische Frauen, Finanzministerin Ngozi Okonjo-Iweala und Alakija, laut Forbes unter den 100 mächtigsten Frauen der Welt aufgeführt. Sie belegte Platz 86 der Liste.
Alakija steht auf Platz 20 der Liste „Africa’s Billionaires 2020“, die 2021 abgesetzt wird, auf Platz 1941 „Billionaires 2019“, die 2020 abgesetzt wird, und auf Platz 80 „Power Women 2016“, die 2017 abgesetzt wird.
Am 17. Juli 2021 verlieh ihr die Benson Idahosa University in Benin City die Ehrendoktorwürde in Betriebswirtschaft. Dies geschah in Anerkennung ihres Beitrags zur Geschäftswelt.

## Philanthropie
Alakija gründete die Rose of Sharon Foundation, die Witwen und Waisen durch Stipendien und Unternehmenszuschüsse hilft. Alakija hat dem Yaba College of Technology (Yabatech), einer höheren Bildungseinrichtung in Lagos, ein Zentrum zum Erwerb von Fertigkeiten gestiftet.

## Persönliches Leben
Alakija heiratete im November 1976 den Anwalt Modupe Alakija aus der Familie Adeyemo Alakija. Sie leben in Lagos, Nigeria, mit ihren vier Söhnen und deren Enkelkindern. Ihr Neffe ist DJ Xclusive. Im Juni 2017 heiratete Folorunsos Sohn Folarin Alakija das iranische Model Nazanin Jafarian Ghaissarifar in einer Hochzeit im Blenheim Palace in England. Medienberichten zufolge war die Veranstaltung eine der teuersten Hochzeiten der Welt.